# Portrait of a White Marriage
Pour plus de détails, voir Fiche technique et Distribution.
Portrait of a White Marriage est un téléfilm américain de comédie romantique réalisé par Harry Shearer et sorti en 1988. Il s'agit de la suite de The History of White People in America.

## Fiche technique
- Titre original : Portrait of a White Marriage
- Réalisation : Harry Shearer
- Scénario : Martin Mull et Allen Rucker
- Photographie : Hilyard John Brown
- Montage : John Axness
- Musique : Wendy Mull
- Costumes : Garland W. Riddle
- Producteur : Kevin Bright et Carmi Zlotnik
  - Producteur délégué : Martin  Mull et Allen Rucker
  - Producteur associé : Johanna Persons
- Sociétés de production : Universal Play Television
- Sociétés de distribution :
- Pays d'origine :  États-Unis
- Langue originale : anglais
- Format : couleur
- Genre : Comédie romantique
- Durée : 101 minutes
- Dates de sortie :
  - États-Unis : 27 août 1988

## Distribution
- Martin Mull : lui-même
- Mary Kay Place : Joyce Harrison
- Fred Willard : Hal Harrison
- David Arnott : un membre de l'équipe de tournage
- Lew Brown : le maire Norman Sturgeon
- Kate Benton : Mme Enid Fletcher
- Helen Page Camp : une femme du public
- Jeff Doucette : Darryl Spencer
- Conchata Ferrell : Mme Sturgeon
- Lance Kinsey : un membre de l'équipe de tournage
- Stephen Lee : Frenchy Kandinsky
- Michael McKean : Révérend Prufrock
- Marianne Muellerleile : Roxanne
- Julie Payne : Mme Prufrock
- Jack Riley : Roy Bloomer
- Harry Shearer : Al Silvers
- Kimberley Kates : la jeune reine de beauté
- Robin Williams : le vendeur d'air conditionné